# Bedilan (Belitang)
Bedilan is een bestuurslaag in het regentschap Ogan Komering Ulu van de provincie Zuid-Sumatra, Indonesië. Bedilan telt 3189 inwoners (volkstelling 2010).